# Katode
En elektrisk komponents elektrode, hvor elektrisk strøm løber ud af set udefra (har katodefunktion) eller er designet til at løbe ud af set udefra, kaldes en katode.
Ordet blev skabt/opfundet af videnskabsmanden Michael Faraday.

Betegnelserne anode og katode anvendes også for elektroder hørende til elektronrør og ensrettende halvlederdioder, hvor strømmen kun kan gå i en retning. Her kan strømmen kun gå fra anode til katode.